# Mészégetés

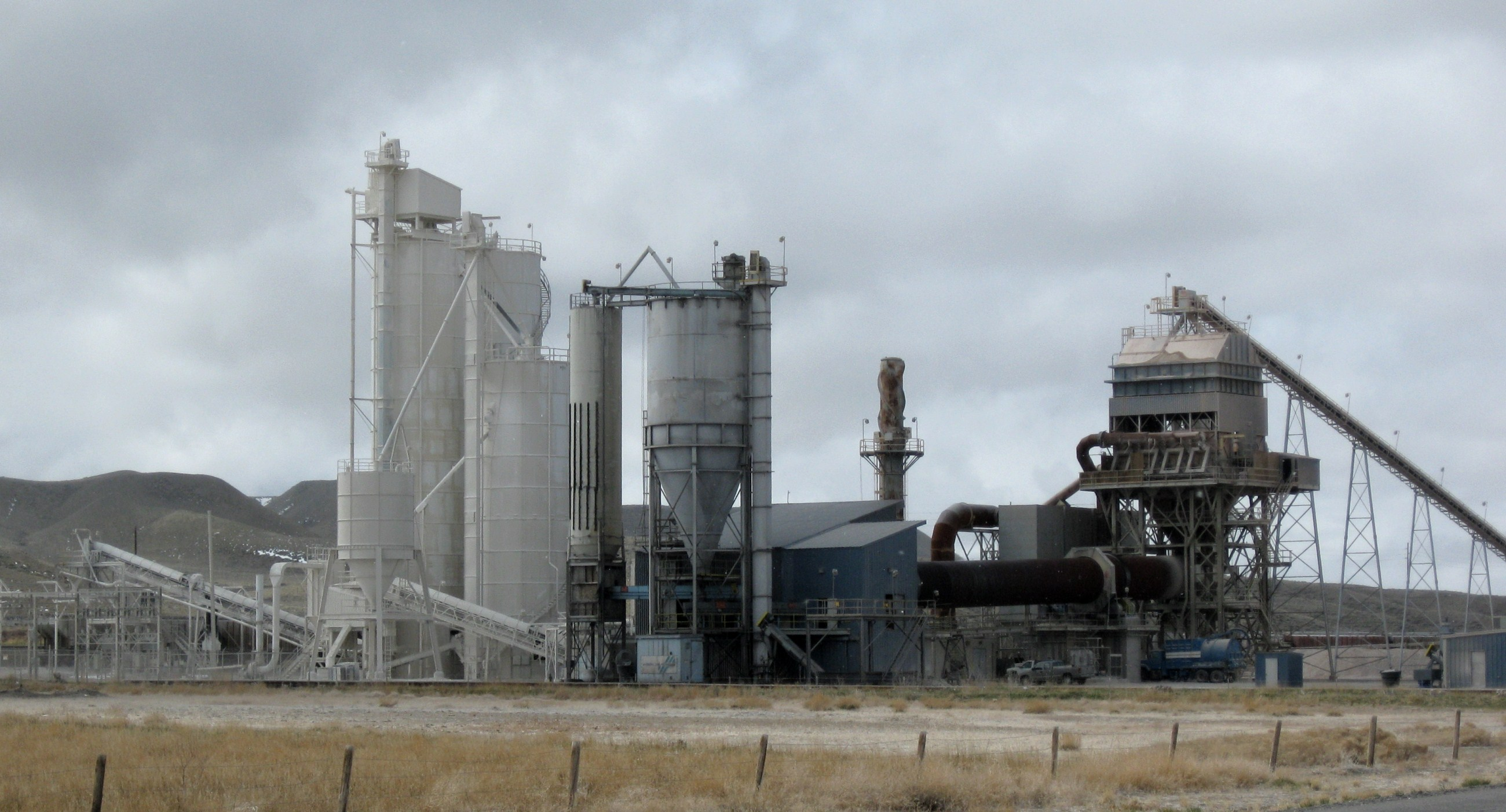
Mészmű az USA Wyoming államában (maga a forgókemence a rozsdás, vízszintes cső a kép jobb oldalán)

A mészégetés az az ipari folyamat, amelyben a kalcium-karbonátból (mész; elsősorban mészkő) kalcium-oxidot (CaO, égetett mész) állítanak elő úgy, hogy annak CO2-tartalmát hőkezeléssel elűzik (tehát a kalcinálás egyik típusa).
Már az ókorban ezt a módszert használták a kötőanyagnak használt mészhabarcs előállításának első lépéseként.
Mivel a reakció endoterm (főigényes), az égés optimalizálására, a hőmérséklet 900–1000°C-ra növelésére speciális mészégető gödröket, kemencéket (angolul: lime kiln) építenek. Ezek évezredes fejlődésének eredményeként jelenleg elsősorban akna-, ill. forgókemencék használatosak.
A darabos égetett meszet (quicklime) a következő reakcióegyenletek szerint állítják elő a mészkőből:
CaCO3 = CaO + CO2
1 kg mészkőből jó közelítéssel 0,5 kg darabos égetett mész keletkezik, a szén-dioxid a füstgázokkal a kéményen távozik. A kőzet magnézium-tartalma ezzel párhuzamosan magnézium-oxiddá (égetett magnézia) alakul:
MgCO3 = MgO + CO2
Az építőanyagként használni kívánt termék minőségét minden adalékanyag rontja.